# Two Arabian Knights
Two Arabian Knights és una pel·lícula muda dirigida per Lewis Milestone i protagonitzada per William Boyd, Mary Astor i Louis Wolheim, entre d'altres. La pel·lícula es va estrenar el 23 de setembre de 1927 i va guanyar el primer i únic Oscar que es va concedir al millor director de comèdia. Esta basada en el relat "Two Arabian Knights" de Donald McGibney publicat el 1924. Es considerava una pel·lícula perduda fins que es va localitzar una còpia a la col·lecció de Howard Hughes en morir aquest, la qual es conserva a l'arxiu cinematogràfic de la Nevada University.

## Argument
Durant la Primera Guerra Mundial, el soldat Phelps i el sergent McGaffney queden atrapats en terra de ningú. En perdre l'esperança de sobreviure, Phelps III decideix complir allò que sempre havia desitjat: apallissar el sergent al que no pot veure des del camp d'entrenament. Mentre es barallen, els alemanys arriben i els capturen. En el camp de presoners alemany, els dos es fan amics després que Phelps es declari culpable d'haver dibuixat una caricatura d'un guàrdia, en lloc de deixar que acusin O'Gaffney.
Després de molts intents d'evadir-se, ho aconsegueixen disfressats d'àrabs. Acaben embarcats en un vaixell de vapor cap a Jaffa i en el trajecte es troben amb un petit vaixell que ha naufragat. Phelps es llença per rescatar un dona àrab però els dos han d'acabar sent rescatats per O'Gaffney. Un cop a bord, els dos amics i el capità del vaixell competeixen per l'atenció de la noia, que es diu Mizra i és una noble àrab. Phelps s'avança als altres gràcies al llenguatge de signes i aconsegueix que ella es tregui el vel i li mostri el rostre. En veure la seva bellesa queda ben enamorat. Quan arriben a Jaffa, el capità es nega a deixar baixar Mirza sense pagar el passatge. O'Gaffney aconsegueix els diners robant-los al sobrecàrrec.
En baixar, Mizra es troba amb Shevket Ben Ali. Segons explica Mirza a Phelps, el seu pare, que és l'Emir de Jaffa, la va prometre en matrimoni a Shevket. Els dos homes decideixen demanar ajuda a l'Emir. Malauradament, un dels criats de Mizra explica al seu pare i a Shevket que Phelps ha vist Mizra sense vel i l'Emir, indignat, ordena als seus homes que capturin i executin els dos amics. Ells dos, però, aconsegueixen escapar gràcies a una nota de Mizra advertint-los del perill.
Phelps decideix rescatar Mizra i O'Gaffney s'ofereix a ajudar-lo. Són atrapats pels homes de Shevket, però quan Mirza amenaça de suïcidar-se. L'Emir per solucionar-ho ordena cavaller als dos homes i proposa Phelps que accepti un duel amb Shevket, cosa que accepta.

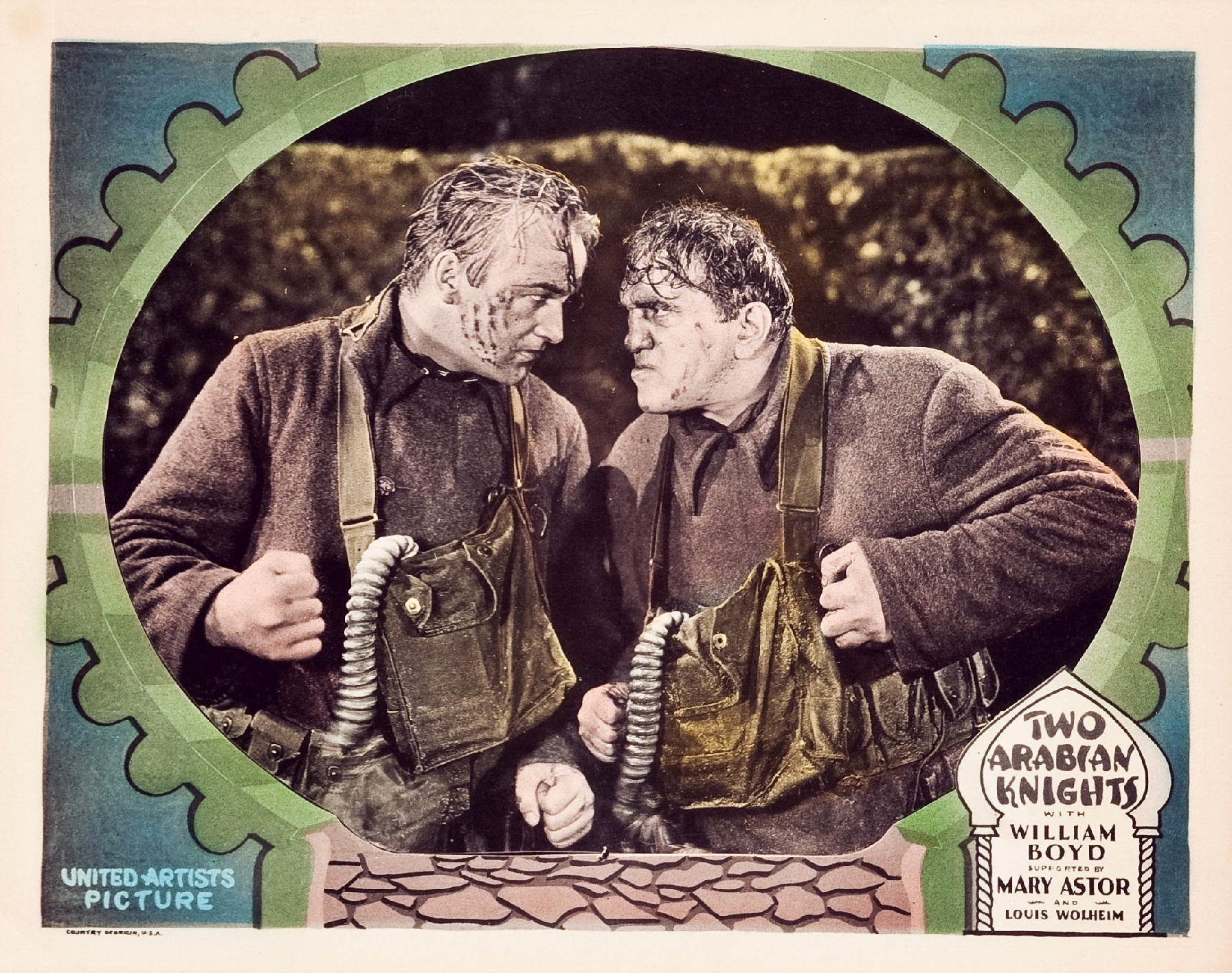
Cartell de propaganda de la pel·lícula

Quan Phelps dispara primer descobreix que la seva pistola no estava carregada. Shevket li mostra que les dues pistoles estan descarregades perquè no vol embrutar-se les mans amb la sang d'un infidel i ordena als seus homes que acabin amb ell. Els dos homes aconsegueixen burlar els soldats, rescatar la noia i fugir.

## Repartiment
- William Boyd (W. Dangerfield Phelps III)
- Mary Astor (Mirza)
- Louis Wolheim (sergent Peter O'Gaffney)
- Ian Keith (Shevket Ben Ali)
- Michael Vavitch (L'Emir)
- Michael Visaroff (capità del vaixell)
- Boris Karloff (sobrecàrrec)
- DeWitt Jennings (el cònsol americà)
- Nicholas Dunaew (criat de Mirza)
- Jean Vachon (criada de Mirza)
- David Cavendish (conseller de l'Emir)

## Fitxa tècnica
- Direcció: Lewis Milestone
- Direcció artística: William Cameron Menzies
- Guió: James T. O’Donohue i Wallace Smith (adaptació), George Marion (subtítols)
- Fotografia: Tony Gaudio, Joe August
- Càmera: Barney McGill
- Producció: Howard Hughes, John E. Considine Jr.
- Productora: Caddo Pictures